# Clase Bretagne
Los Acorazados de la Clase Bretagne, fueron naves solicitadas por la Marina de Guerra Francesa, antes de la Primera Guerra Mundial. Tomaban sus nombres de las regiones de Francia.

## Diseño
Las naves eran parte de los programas de 1912, siendo reemplazos para los acorazados Carnot, Charles Martel y Liberté. Tenían las mismas dimensiones de casco que la clase Courbet pero, un armamento principal más pesado consistente en cañones de 340 mm montados en torres giratorias a crujía. Eran comparables a los Acorazados Británicos contemporáneos de la clase Iron Duke.

## Naves de esta Clase
- Bretagne. Construido por el Arsenal de Brest. Inicio de la construcción (Colocación de la quilla): 1 de julio de 1912. Botadura: 21 de abril de 1913. Equipamiento completado y dado de alta en septiembre de 1915. Sirvió en el Mar Mediterráneo en ambas guerras mundiales. Hundido por los británicos en el ataque llamado Batalla de Mers el-Kebir a mediados de 1940. Muriendo 1.012 tripulantes.

- Lorraine. Construido por el Arsenal de Lorient, colocación de quilla: 1 de mayo de 1912. Lanzado: 20 de abril de 1913. Completado: en junio de 1915. Sirvió en el Mar Mediterráneo en ambas guerras mundiales. Asignado a la base naval de Alejandría en 1940, al mando del almirante francés Godfroy, efectuó operaciones conjuntas con la escuadra del almirante inglés Cunningham hasta la caída de Francia (julio de 1940) e internado y desarmado por los británicos al instaurarse el régimen de Vichy.

- Provence. Construido por AC de St. Nazaire Penhoet. Colocado de quilla: 1 de julio de 1912. Lanzado: 30 de septiembre de 1913. Completado en julio de 1916. Sirvió en el Mar Mediterráneo en ambas guerras mundiales. Dañado por los Británicos en Mers-el-Kebir. Reparado en Tolón y hundido por su tripulación el 27 de noviembre de 1942 para evitar su captura por las tropas alemanas.

- La Armada Griega ordenó un Acorazado de nombre Vasilefs Konstatinos, sería construido por AC de St. Nazaire, Penhoet. Los trabajos comenzaron en junio de 1914, pero fueron suspendidos al inicio de la Primera Guerra Mundial y nunca se reasumió.